# Salt of the Earth
Cet article concerne la chanson des Rolling Stones. Pour le film documentaire de 2014, voir The Salt of the Earth.
 (janvier 2023).
Si vous disposez d'ouvrages ou d'articles de référence ou si vous connaissez des sites web de qualité traitant du thème abordé ici, merci de compléter l'article en donnant les références utiles à sa vérifiabilité et en les liant à la section « Notes et références ».
Pistes de Beggars Banquet
Factory Girl
Salt of the Earth est une chanson du groupe de rock The Rolling Stones, parue sur leur album Beggars Banquet, sorti en 1968.

## Production
Écrite par Mick Jagger et Keith Richards, la chanson est particulièrement remarquable du fait que le premier couplet en est chanté par Richards. Si ce n'est pas sa première expérience du chant au sein du groupe (il s'agit de Something Happened to Me Yesterday, sur Between the Buttons), il s'agit de sa première d'importance. Les paroles, principalement dues à Jagger, saluent les humbles travailleurs du monde. Dans une interview donnée en 1970, Jagger a affirmé que les paroles étaient « ... du pur cynisme. Je dis que ces gens n'ont aucun pouvoir et n'en auront jamais ». Les paroles saluent à plusieurs reprises le « sel de la terre », mais elles ne proposent aucun changement pour améliorer la vie des travailleurs. Un couplet revient à deux reprises, dans lequel le chanteur se distancie de son sujet, et semble contredire le sentiment général du reste des paroles : « And when I search a faceless crowd / A swirling mass of gray and black and white / They don't look real to me / In fact, they look so strange » (« Et quand je contemple cette foule anonyme / Une masse tourbillonnante de gris, noir et blanc / Ils ne me semblent pas réels / En fait, ils ont l'air si étrange »).
Ce morceau utilise une expression qui fait référence à un passage de la Bible où Jesus essaie d'inciter son entourage à donner le meilleur de soi-même :
(« Vous êtes le sel de la Terre, mais si le sel devient insipide, avec quoi l'assaisonneriez-vous ? Il n’est plus bon qu'à être jeté dehors et à être foulé aux pieds par les hommes » - Matthieu 5:13)
C'est aussi l'expression de doutes sur le fondement du statut de "star", et de l'élitisme en général ...
L'évocation d'une masse faite « de gris, de noir et de blanc » semble remettre en cause le Manichéisme binaire, qui semble irréel quand on regarde attentivement le vécu particulier des individus.
Salt of the Earth est fortement marquée par le travail acoustique de Richards, typique de la plupart des chansons de l'album. Il se charge également du bottleneck sur cette chanson, Brian Jones étant absent lors de son enregistrement. Si certaines chansons de Beggars Banquet furent enregistrées par Jagger et Richards avec un simple magnétophone entre eux, Salt of the Earth fut enregistrée aux studios Olympic de Londres entre mai et juillet 1968.
La chanson inclut également une performance du Watts Street Gospel Choir de Los Angeles et un solo de piano rauque interprété par Nicky Hopkins. Ces ajouts, proéminents à la fin de la chanson, peuvent avoir influencé You Can't Always Get What You Want, dernière chanson de l'album suivant du groupe, Let It Bleed.
Salt of the Earth n'a été interprétée en concert qu'à six reprises. La première fois eut lieu lors du Rock and Roll Circus, en 1968. Elle ne fut réinterprétée que vingt-et-un ans plus tard, durant la tournée Steel Wheels / Urban Jungle (1989-1990), où les Stones furent accompagnés par Axl Rose
et Izzy Stradlin, de Guns N' Roses. Jagger et Richards l'interprétèrent en duo durant le The Concert for New York City de 2001 qui commémorait les événements du 11 septembre 2001. Sa dernière interprétation remonte à 2003, lors du Licks Tour.

## Reprises
- Joan Baez et Judy Collins enregistrèrent chacun leur reprises de la chanson (en 1971 et 1975, respectivement). Johnny Adams enregistra aussi sa version.
- Proud Mary interprète la chanson sur son premier album Same Old Blues, sorti le 18 juin 2001.
- Bettye LaVette enregistre une version sur son album de 2010 Interpretations: The British Songbook
- Salt of the Earth est adapté en portugais par Hélder Ribeiro, fondateur de Mocamfe.